# Marcus Feldman
Marcus William Feldman (* 14. November 1942 in Perth) ist ein australisch-US-amerikanischer mathematischer Populationsbiologe und Evolutionsbiologe.
Feldman wuchs in Perth, Australien, und in Kalgoorlie auf. Er studierte Mathematik und Statistik an der University of Western Australia mit dem Bachelor-Abschluss 1964 und an der Monash University mit dem Master-Abschluss 1966. 1969 wurde er an der Stanford University bei Samuel Karlin promoviert. Danach war er dort Acting Assistant Professor, bevor er als Lecturer zurück nach Australien an die La Trobe University ging. 1971 wurde er Assistant Professor in Stanford.
Er gilt mit Luigi Luca Cavalli-Sforza in den 1970er Jahren in Stanford als Begründer des Forschungsgebiets genetisch-kultureller Koevolution des Menschen. Er selbst untersuchte das besonders in China.
Feldman ist Mitglied der National Academy of Sciences, der American Academy of Arts and Sciences, der American Philosophical Society und der American Association for the Advancement of Science. Er ist Ehrendoktor der Hebräischen Universität in Jerusalem und der Universität Tel Aviv. 2011 erhielt er den Dan-David-Preis. 1976/77 war er Guggenheim Fellow.
Marcus Feldman ist Gründungsherausgeber von Theoretical Population Biology.